# Bonifaz (1911)
El Bonifaz fue un cañonero de la Armada Española líder de su clase homónima, construidos por la Sociedad Española de Construcción Naval en los astilleros de Cartagena. Su epónimo es Ramón Bonifaz (finales del siglo XII - 1256), primer almirante de Castilla y creador de la Marina Real de Castilla.

## Construcción
Los cuatro buques de su clase fueron proyectados de acuerdo con el Plan Naval de 1908 (ley de 7 de enero de 1908, D.O. n.º 5, de 8-1-1908), más conocido como plan Ferrándiz, que preveía un determinado número de unidades en España, con el fin de acortar el abismo tecnológico existente con el resto de las potencias europeas. La serie estaba dotada de un presupuesto total de construcción de 6 millones de pesetas.
El Bonifaz, así como los otros tres componentes de su clase, recibieron sus nombres en honor a marinos históricos de España. El 17 de noviembre de 1909 se dieron a conocer los nombres de los buques de su serie.

## Historial
El Bonifaz fue asignado a la Armada española el 16 de marzo de 1912, tras realizar pruebas satisfactorias de mar y consumos los meses precedentes. En junio partió de Cartagena rumbo a Cádiz y se incorporó en agosto a la costa norteafricana.El 1 de enero de 1913 se da cuenta del movimiento del buque, saliendo del puerto de Cartagena.
El 30 de septiembre de 1913, el cañonero Bonifaz, tocó los pescantes del transporte General Valdés, produciéndole una vía de agua, en el arsenal de La Carraca (Cádiz). El General Valdés se hallaba hundido a poca profundidad desde hacía unos años y los restos del pecio no se habían retirado aún. Se pudo reparar el cañonero y zarpó el 16 de mayo de 1914 y quedando totalmente recuperado el transporte.En esta situación pasó la revista de embarcaciones de la Armada de enero de 1914, calificándose como "cañonero de primera clase", al igual que todos los componentes de su clase.
Desde finales de julio hasta mediados de enero de 1915 quedó estacionado en Melilla, siendo relevado por el Laya.
Al ser los cuatro cañoneros de su clase exactamente iguales, se ideó un sistema para distinguirlos consistente en pintar en julio de 1915 dos zunchos de veinte centímetros de anchura en lo alto de la chimenea del Bonifaz, con treinta centímetros de separación.
El 2 de marzo de 1921, arribó a Ceuta desde Cádiz, tras una travesía muy complicada por el temporal, llegando a puerto con numerosos heridos. La noche del 22 de marzo mientras hacía una patrulla encontró varias embarcaciones con contrabando, apresando a 60 rifeños y 6 europeos con víveres y armamento, conduciendo a Río Martín a los buques apresados.
Su historial de servicio incluye diversas campañas en el Marruecos español, participando  en el Desembarco de Alhucemas el 8 de septiembre de 1925, al igual que todos los buques de su clase.
La mañana del 19 de abril de 1928 zarpó de Cádiz con destino Málaga el Juan Sebastián de Elcano, buque escuela. A bordo se encontraba el rey Alfonso XIII. Su escolta eran el cañonero Bonifaz y el remolcador Ferrolano. Una vez en Málaga, el Bonifaz partió a Ceuta y luego arribó a Cádiz.
Tras la entrada en servicio de los tres cañoneros de la clase Cánovas del Castillo, el Bonifaz fue dado de baja el 8 de enero de 1932, siendo el segundo buque de su clase en pasar a esta situación.